# مالجکاند
مالجکاند (به انگلیسی: Malaj Khand) یک منطقهٔ مسکونی در هند است که در بخش بلاغات واقع شده‌است. مالجکاند ۳۲٬۳۲۶ نفر جمعیت دارد.